# Zaterdag Hoofdklasse A
De Zaterdag Hoofdklasse A was een van de drie (later twee) zaterdag-Hoofdklassen in het Nederlands amateurvoetbal. Met ingang van het seizoen 2022/23 is de naamgeving voor de Hoofdklassen veranderd naar Vierde Divisie.
Deze Hoofdklasse bestond tot 2016 uit clubs die voornamelijk uit het westen van het land kwamen. Traditioneel was de Hoofdklasse A het domein van de "Duin- en Bollenstreekclubs" en stond daardoor bekend om haar vele drukbezochte derby's.

## Geschiedenis
Sinds het seizoen 1971/72 waren er twee landelijke zaterdagdivisies: de Eerste klasse A en de Eerste klasse B. In 1983 kwam hier de Eerste klasse C bij. Vanaf het seizoen 1996/97 zijn de namen van de klassen veranderd: de landelijke competities kregen de naam Hoofdklasse A, B en C. Vanaf het seizoen 2016/17 is de Hoofdklasse C komen ter vervallen en waren er twee zaterdag Hoofdklassen, grofweg verdeeld in Zuid (Hoofdklasse A) en Noord (Hoofdklasse B). Vanaf het seizoen 2022/23 is de naamgeving voor dit niveau veranderd naar Vierde Divisie.

## Kampioenen
Sinds de oprichting van de zaterdag Eerste klasse A is Noordwijk zeven keer kampioen geworden. De Katwijkse clubs Quick Boys en vv Katwijk wonnen viermaal de afdelingstitel.
N.B.:Tot 1996 was dit de zaterdag Eerste Klasse A. In 1996 werd de naam gewijzigd naar de zaterdag Hoofdklasse A.
Vanaf 2016 staan alle competities op 1 pagina.